# Iseza dubia
Iseza dubia är en insektsart som beskrevs av Irena Dworakowska 1981. Iseza dubia ingår i släktet Iseza och familjen dvärgstritar. Inga underarter finns listade i Catalogue of Life.